# Žapuže
Žapuže – miejscowość w Słowenii w gminie Ajdovščina.